# Qadesh

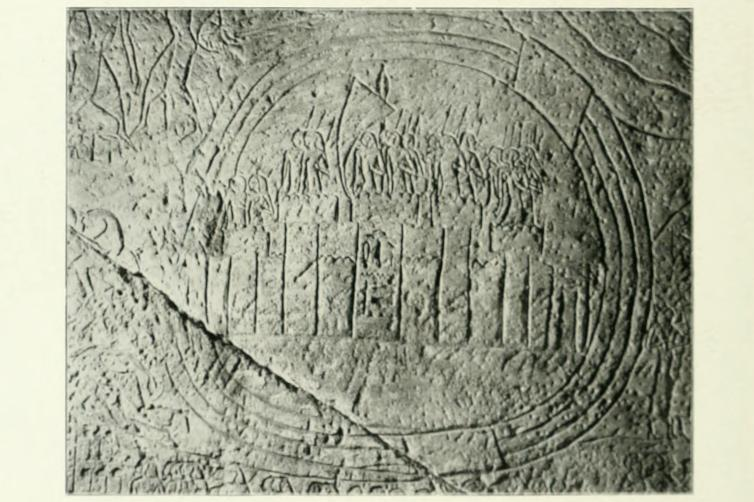
Relieve sobre la ciudad de Qadesh situado en Abu Simbel. El río Orontes rodea la ciudad fortificada, que parece guarnecida por hititas. Reino de Ramsés II, dinastía XIX, Imperio Nuevo. Fuente: The monuments of Sudanese Nubia, report of the work of the Egyptian Expedition, Season of 1906-1907 (1908), vol 1.

Qadesh, también llamada Kadesh o Quidsa (ca. 34°33′N 36°31′E / 34.550, 36.517), fue una ciudad del Canaán a orillas del río Orontes en lo que hoy es territorio sirio, famosa principalmente por la batalla que enfrentó a hititas y egipcios.
Las primeras referencias documentales sobre Kadesh nos muestran a una ciudad que, aliada con Mitani, encabezó junto a Megido una coalición contra el avance del faraón egipcio Tutmosis III (siglo XV a. C.). Al ser derrotada en la batalla de Megido, esta coalición tuvo que rendirse, y Kadesh pasó a ser vasalla de Egipto, convirtiéndose pronto en uno de los principales centros administrativos de los faraones en la región del Levante.
Posteriormente, Suppiluliuma I (segunda mitad del siglo XIV a. C.), rey hitita, lanzó una guerra victoriosa contra Mitani, tras la que se vio envuelto en una lucha de poder con Egipto por el control de Canaán y Siria; durante estas campañas militares, Suppiluliuma instaló a un rey en Kadesh como vasallo suyo. Este hecho motivó una guerra con Egipto, que alcanzaría su punto culminante cincuenta años después (aprox. 1274 a. C.) cuando el rey hitita Muwatalli II se enfrentó al faraón Ramsés II, que intentaba apoderarse de la ciudad. Esta batalla fue llamada la batalla de Qadesh. Aunque el resultado de esta batalla es incierto, Kadesh permaneció firmemente bajo control hitita.

## Reyes
- Shutatarra
- Aitakkama